# Festningsrittet
Der Festningsrittet war ein norwegisches Straßenradrennen.
Das Etappenrennen wurde von 2008 bis 2010 über drei Abschnitte ausgetragen und gehörte  2010 zur UCI Europe Tour, wo es in die Kategorie 2.2 eingestuft war. Der Rennverlauf führte durch die Gemeinden Kongsvinger, Grue, Sør-Odal und Eidskog. 2010 lag das Ziel der ersten Etappe in Arvika in Schweden.

## Siegerliste
- 2011 nicht ausgetragen
- 2010  Jesse Anthony
- 2009  Filip Eidsheim
- 2008  Lars Petter Nordhaug